# Championnat d'Afrique du Sud de football 2016-2017
Navigation
Édition précédente Édition suivante
La saison 2016-2017 du Championnat d'Afrique du Sud de football est la 21e édition du championnat de première division en Afrique du Sud. Les seize meilleurs clubs du pays sont regroupés au sein d'une poule unique, où ils s'affrontent deux fois au cours de la saison, à domicile et à l'extérieur. À l'issue du championnat, le dernier du classement est relégué tandis que l'avant-dernier dispute un barrage de promotion-relégation face aux meilleures équipes de National First Division, la deuxième division sud-africaine.
C'est le club de Bidvest Wits qui est sacré cette saison après avoir terminé en tête du classement final, avec trois points d'avance sur le tenant du titre, Mamelodi Sundowns et cinq sur Cape Town City. Il s'agit du tout premier titre de champion d'Afrique du Sud de l'histoire du club.
Avant le début de la saison, le club de Mpumalanga Black Aces vend sa licence en première division au Cape Town City FC.
Lors de cette saison, le gardien de but Oscarine Masuluke inscrit une bicyclette contre Orlando Pirates, lui permettant d'être nommé au Prix Puskás de la FIFA 2017 et terminant deuxième, derrière Olivier Giroud.

## Équipes

### Participants et locations
| \| Clubs à Johannesbourg Bidvest Wits Kaizer Chiefs Highlands Park FC Orlando Pirates Johannesbourg Polokwane City FC Bloemfontein Celtic Ajax Chippa United Cape Town City FC Free State Stars Maritzburg United Platinum Stars Pretoria Golden Arrows Clubs à Pretoria Mamelodi Sundowns Supersport United Baroka FC \| Localisation des clubs |
| Clubs à Johannesbourg Bidvest Wits Kaizer Chiefs Highlands Park FC Orlando Pirates Johannesbourg Polokwane City FC Bloemfontein Celtic Ajax Chippa United Cape Town City FC Free State Stars Maritzburg United Platinum Stars Pretoria Golden Arrows Clubs à Pretoria Mamelodi Sundowns Supersport United Baroka FC                              |

| Club                | Ville                       | Classement 2015-2016 | Entraîneur            | Stade                     | Capacité |
| ------------------- | --------------------------- | -------------------- | --------------------- | ------------------------- | -------- |
| Ajax Cape Town      | Le Cap (Parow)              | 10                   | Roger de Sa           | Cape Town Stadium         | 55 000   |
| Highlands Park FC   | Tembisa                     | 2 (D2)               | Steve Haupt           | Modderfontein Sports Club | -        |
| Bidvest Wits        | Johannesburg (Braamfontein) | 2                    | Gavin Hunt            | Bidvest Stadium           | 5 000    |
| Bloemfontein Celtic | Bloemfontein                | 11                   | Ernst Middendorp      | Seisa Ramabodu Stadium    | 20 000   |
| Free State Stars    | Bethlehem                   | 12                   | Kinnah Phiri          | Charles Mopeli Stadium    | 35 000   |
| Chippa United       | Le Cap (Nyanga)             | 6                    | Roger Sikhakhane      | Athlone Stadium           | 30 000   |
| Kaizer Chiefs       | Johannesbourg (Soweto)      | 5                    | Stuart William Baxter | FNB Stadium               | 95 000   |
| Mamelodi Sundowns   | Pretoria (Chloorkop)        | 1                    | Pitso John Mosimane   | Loftus Versfeld Stadium   | 52 000   |
| Maritzburg United   | Pietermaritzburg            | 14                   | Steve Komphela        | Harry Gwala Stadium       | 13 000   |
| Golden Arrows       | Durban                      | 9                    | Shaun Bartlett        | Princess Magogo Stadium   | 12 000   |
| Cape Town City FC   | Le Cap                      | 10 (D2)              | Benni McCarthy        | Cape Town Stadium         | 55 000   |
| Orlando Pirates     | Johannesbourg (Soweto)      | 7                    | Eric Tinkler          | Orlando Stadium           | 40 000   |
| Platinum Stars      | Rustenburg                  | 3                    | Allan Freese          | Stade Royal Bafokeng      | 42 000   |
| Polokwane City FC   | Polokwane                   | 13                   | Kostatin Papic        | Stade Peter-Mokaba        | 41 733   |
| Supersport United   | Pretoria (Atteridgeville)   | 8                    | Gordon Igesund        | Lucas Moripe Stadium      | 29 000   |
| Baroka FC           | Polokwane                   | 1 (D2)               | Kgokolo Thobejane     | Old Peter Mokaba Stadium  | 15 000   |

## Compétition

### Classement
Le classement est établi sur le barème de points classique (victoire à 3 points, match nul à 1, défaite à 0).
Pour départager les égalités, on tient d'abord compte de la différence de buts générale, puis du nombre de buts marqués, puis des confrontations directes.
| Rang | Équipe              | Pts | J  | G  | N  | P  | Bp | Bc | Diff |
| ---- | ------------------- | --- | -- | -- | -- | -- | -- | -- | ---- |
| 1    | Bidvest Wits'T'C    | 60  | 30 | 18 | 6  | 6  | 47 | 22 | +25  |
| 2    | Mamelodi Sundowns   | 57  | 30 | 16 | 9  | 5  | 52 | 20 | +32  |
| 3    | Cape Town City FCP  | 55  | 30 | 16 | 7  | 7  | 47 | 35 | +12  |
| 4    | Kaizer Chiefs       | 50  | 30 | 13 | 11 | 6  | 39 | 28 | +11  |
| 5    | SuperSport United   | 48  | 30 | 12 | 12 | 6  | 42 | 29 | +13  |
| 6    | Polokwane City FC   | 43  | 30 | 10 | 13 | 7  | 36 | 34 | +2   |
| 7    | Maritzburg United   | 38  | 30 | 9  | 11 | 10 | 31 | 35 | -4   |
| 8    | Golden Arrows       | 38  | 30 | 10 | 8  | 12 | 32 | 44 | -12  |
| 9    | Platinum Stars      | 37  | 30 | 9  | 10 | 11 | 33 | 32 | +1   |
| 10   | Ajax Cape Town      | 36  | 30 | 9  | 9  | 12 | 29 | 35 | -6   |
| 11   | Orlando Pirates     | 33  | 30 | 6  | 15 | 9  | 29 | 40 | -11  |
| 12   | Bloemfontein Celtic | 29  | 30 | 5  | 14 | 11 | 16 | 28 | -12  |
| 13   | Chippa United       | 28  | 30 | 6  | 10 | 14 | 27 | 32 | -5   |
| 14   | Free State Stars    | 28  | 30 | 6  | 10 | 14 | 26 | 37 | -11  |
| 15   | Baroka FCP          | 28  | 30 | 5  | 13 | 12 | 26 | 43 | -17  |
| 16   | Highlands Park FCP  | 27  | 30 | 5  | 12 | 13 | 26 | 44 | -18  |

|  | Qualification pour la Ligue des champions de la CAF 2017                       |
|  | Qualification pour la Coupe de la confédération 2017                           |
|  | Relégation directe en deuxième division                                        |
|  | barrage de relégation                                                          |
|  | T : Tenant du titre C : Vainqueur de la Coupe d'Afrique du Sud P : Promu de D2 |

### Résultats
| Résultats (▼dom., ►ext.) | AJX | BRK | BVW | BLC | CTC | CHU | FSS | GOL | HPK | KZC | MLS | MAR | ORL | PLA | PLK | SUP |
| Ajax Cape Town           |     | 0-1 | 1-2 | 2-0 | 0-2 | 1-0 | 2-2 | 1-0 | 1-0 | 1-1 | 2-0 | 1-2 | 1-2 | 2-0 | 1-1 | 0-2 |
| Baroka FC                | 1-1 |     | 0-2 | 1-1 | 0-3 | 1-4 | 2-1 | 1-1 | 0-0 | 2-2 | 0-1 | 0-1 | 1-1 | 0-0 | 2-2 | 1-1 |
| Bidvest Wits             | 5-0 | 5-0 |     | 3-1 | 2-3 | 1-0 | 3-1 | 3-0 | 2-2 | 2-1 | 1-0 | 1-0 | 1-0 | 2-0 | 2-0 | 0-1 |
| Bloemfontein Celtic      | 0-3 | 2-1 | 1-2 |     | 0-0 | 2-0 | 0-0 | 1-2 | 1-1 | 0-2 | 0-1 | 0-1 | 0-0 | 0-3 | 0-0 | 0-0 |
| Cape Town City           | 1-0 | 1-2 | 1-1 | 1-0 |     | 4-1 | 1-0 | 1-0 | 3-0 | 3-2 | 1-0 | 3-2 | 2-2 | 0-4 | 2-0 | 1-1 |
| Chippa United            | 0-1 | 2-1 | 0-0 | 0-0 | 1-2 |     | 2-1 | 2-2 | 2-0 | 3-1 | 1-1 | 2-3 | 0-1 | 1-1 | 0-0 | 3-0 |
| Free State Stars         | 1-1 | 1-0 | 3-1 | 0-0 | 1-0 | 0-0 |     | 0-1 | 0-1 | 0-2 | 0-1 | 1-1 | 3-2 | 3-1 | 1-2 | 0-0 |
| Golden Arrows            | 1-1 | 3-2 | 0-0 | 2-1 | 2-0 | 1-0 | 0-1 |     | 2-1 | 0-2 | 0-2 | 1-0 | 2-1 | 0-1 | 3-3 | 1-1 |
| Highlands Park           | 2-1 | 2-1 | 0-2 | 1-1 | 1-1 | 1-0 | 2-2 | 0-1 |     | 0-1 | 2-2 | 1-0 | 0-0 | 2-2 | 1-1 | 0-1 |
| Kaizer Chiefs            | 2-0 | 0-0 | 1-0 | 0-0 | 1-1 | 1-0 | 3-1 | 1-1 | 1-0 |     | 2-1 | 2-0 | 1-1 | 1-1 | 3-2 | 1-1 |
| Mamelodi Sundowns        | 2-0 | 2-2 | 2-0 | 0-0 | 1-2 | 0-0 | 4-1 | 3-0 | 5-0 | 2-1 |     | 2-2 | 6-0 | 2-2 | 0-0 | 5-0 |
| Maritzburg United        | 2-1 | 3-1 | 1-1 | 1-1 | 1-0 | 1-1 | 2-1 | 2-2 | 1-1 | 1-2 | 0-0 |     | 2-1 | 0-0 | 0-1 | 0-1 |
| Orlando Pirates          | 0-0 | 1-1 | 1-2 | 1-2 | 0-0 | 2-1 | 1-0 | 3-1 | 2-2 | 0-0 | 0-2 | 2-0 |     | 1-1 | 1-1 | 1-1 |
| Platinum Stars           | 2-3 | 0-1 | 0-1 | 0-1 | 2-4 | 2-1 | 1-1 | 2-0 | 1-0 | 2-0 | 1-2 | 0-0 | 0-0 |     | 2-3 | 1-0 |
| Polokwane City           | 1-1 | 0-0 | 0-0 | 0-1 | 4-2 | 1-0 | 1-0 | 3-1 | 3-2 | 1-0 | 0-2 | 1-1 | 1-1 | 1-0 |     | 2-3 |
| SuperSport United        | 0-0 | 0-1 | 2-0 | 0-0 | 4-2 | 0-0 | 0-0 | 5-2 | 4-1 | 2-2 | 0-1 | 4-1 | 6-1 | 0-1 | 2-1 |     |

### Barrage de promotion-relégation
Le 15e de première division retrouve les 2e et 3e de deuxième division pour le barrage de promotion-relégation qui se dispute sous forme d'une poule unique où les 3 équipes s'affrontent en matchs aller et retour.
| Rang | Équipe                          | Pts | J | G | N | P | Bp | Bc | Diff |  | Résultats (▼ dom., ► ext.)      | BLA | JOM | MOR |
| ---- | ------------------------------- | --- | - | - | - | - | -- | -- | ---- |  | ------------------------------- | --- | --- | --- |
| 1    | Baroka FC                       | 8   | 4 | 2 | 2 | 0 | 7  | 4  | +3   |  | Baroka FC                       |     | 2-1 | 2-0 |
| 2    | Black Leopards FC (D2)          | 5   | 4 | 1 | 2 | 1 | 5  | 4  | +1   |  | Black Leopards FC (D2)          | 1-1 |     | 0-0 |
| 3    | Stellenbosch Football Club (D2) | 2   | 4 | 0 | 2 | 2 | 3  | 7  | -4   |  | Stellenbosch Football Club (D2) | 2-2 | 1-3 |     |

## Bilan de la saison
| Championnat d'Afrique du Sud de football 2016-2017                        |                          |
| Champion                                                                  | Bidvest Wits (1er titre) |
| Coupes et trophées                                                        |                          |
| Vainqueur de la Coupe d'Afrique du Sud 2016-2017                          | Mamelodi Sundowns        |
| Qualifications continentales                                              |                          |
| Ligue des champions de la CAF 2018                                        | Bidvest Wits             |
| Ligue des champions de la CAF 2018                                        | Mamelodi Sundowns        |
| Coupe de la confédération 2018                                            | Cape Town City FC        |
| Coupe de la confédération 2018                                            | SuperSport United        |
| Promotions et relégations                                                 |                          |
| Promus en Championnat d'Afrique du Sud de football                        | Thanda Royal Zulu        |
| Relégués en Championnat d'Afrique du Sud de football de deuxième division | Highlands Park FC        |